# Gundsømagle
Gundsømagle er en by på Østsjælland med 2.760 indbyggere  (2024), beliggende i Gundsømagle Sogn. Byen ligger i den nordlige del af Roskilde Kommune og tilhører Region Sjælland.
I og nær Gundsømagle kan man bl.a. se det gamle Gundsø Rådhus, Rosentorvet og Margretheskolen. Området omkring Gundsømagle er kendt for sine mange dysser fra stenalderen, hvorefter mange veje i Gundsømagle er opkaldt, og de mange søer. Den mest kendte af disse er nok Gundsømagle Sø (ved Østrup) med sit rige fugleliv. Søen og dens omgivelser i alt 370 hektar er fredet i flere omgange, senest i 1994 